# Алфредо Копељо
Алфредо Копељо (шп. Alfredo Copello; Буенос Ајрес , 15. март 1903 — Буенос Ајрес, 1986) био је професионални аргентински боксер лаке категорије, који се такмичио од 1920. године.
Освојио је сребрну медаљу у лакој категорији на Летњим олимпијским играма 1924. у Паризу, изгубивши у финалу на поене од Данца Ханса Нилсена. До финала победио је нокаутом у првом колу фаворита Волтера Вајта из Уједињеног Краљевства, а даље на поене Италијана Луђија Марфута, Американца Бена Ротвела и Француза Жана Толеја.